# Meurtre de Gary Triano
 (août 2018).
Si vous disposez d'ouvrages ou d'articles de référence ou si vous connaissez des sites web de qualité traitant du thème abordé ici, merci de compléter l'article en donnant les références utiles à sa vérifiabilité et en les liant à la section « Notes et références ».
Gary Lee Triano (6 novembre 1943–1er novembre 1996) était un promoteur immobilier ayant fait fortune, originaire de Tucson en Arizona, assassiné le 1er novembre 1996 à Catalina Foothills à l'aide d'une bombe artisanale alors qu'il était au volant de sa Lincoln Town Car. Son ex-femme, Pamela Anne Philips, mannequin mondain[Quoi ?] et agent immobilier, fut accusée d'avoir organisé la mort de son ex-mari. Au cours d'un procès retentissant tenu près de 18 ans après les faits, Pamela Phillips fut reconnue coupable de meurtre au premier degré et d'association de malfaiteurs en vue de commettre un crime. Elle fut condamnée à la prison à perpétuité. Pamela Phillips, désormais incarcérée à la prison fédérale de Perryville en Arizona, affirme que la mort de Triano était en fait un règlement de comptes mafieux. Ronald Young, que Pamela Phillips engagea en tant que tueur à gages dans le but d'assassiner Triano, fut aussi condamné à la prison à vie. 

## Contexte
Gary Triano vivait de longue date à Tucson en Arizona. Diplômé de Rincon High School, il obtint une licence en comptabilité à l'Université d'Arizona. Il fréquenta également la Faculté de Droit d'Arizona. Il a épousé Marie Cram avec qui il a eu deux enfants, Heather et Brian.
Triano épousa sa seconde femme, Pamela Philips, le 4 octobre 1986 à San Diego en Californie. Durant leur mariage, le couple eut deux enfants, Trevor et Lois, avant un divorce houleux en 1993. Au moment du divorce, Triano fut placé sous la protection du Chapter 11 relatif aux entreprises en difficultés après qu'il eut contracté une dette de 40 millions de dollars dans une affaire impliquant des casinos indiens. Pamela Phillips déménagea alors à Aspen au Colorado, avec les deux enfants du couple, où elle continua sa carrière comme agent immobilier.

## Meurtre
Le 1er novembre 1996, Gary Triano fut tué par une bombe artisanale qui explosa alors qu'il était au volant de sa voiture au Country Club de La Paloma à Catalina Foothills en Arizona. En quelques semaines, l'enquête s'orienta sur son ex-femme Pamela Philips qui vivait encore à Aspen. On découvrit qu'elle avait souscrit une assurance vie au nom de Triano, d'une valeur de 2 millions de dollars, peu avant sa mort. Les deux enfants du couple en étaient les bénéficiaires. La somme fut versée à Philips en 1997. Des preuves mirent également en évidence le lien entre Philips et Ronald Young, connu pour des faits de petite délinquance avec qui elle entretenait une relation à Aspen. Peu avant le meurtre, une camionnette louée par Young fut retrouvée abandonnée à Yorba Linda, en Californie. À l'intérieur, l'on retrouva des documents en rapport avec le divorce du couple Triano, une carte de Tucson ainsi qu'un fusil à canon scié.
Neuf années après le meurtre, le 19 novembre 2005, un épisode de America's Most Wanted évoqua Ronald Young, qui était alors recherché pour faux et détournement de fonds. L'épisode mentionna également sa participation dans le meurtre de Triano. Deux jours plus tard, Young fut arrêté à Fort Lauderdale en Floride. Il effectua une peine de 10 mois dans une prison fédérale pour détention d'arme avant d'être transféré à Aspen. À la suite de l'arrestation de Young, les enquêteurs trouvèrent des enregistrements téléphoniques et des mails entre Young et Philips dans lesquels était évoqué le meurtre de Triano.
En 2008, Ronald Young fut inculpé pour le meurtre de Gary Triano. Le 3 décembre 2009, Pamela Philips fut aussi arrêtée pour le meurtre alors qu'elle se trouvait à Vienne, en Autriche, où elle s'était enfuie après sa mise en examen en octobre 2008. Elle fut ensuite renvoyée aux États-Unis pour y être jugée.

## Procès
Ronald Young fut jugé pour le meurtre de Gary Triano en 2010. L'accusation montra que Pamela Phillips avait promis de donner à Young la somme de 400 000 dollars en échange du meurtre de son ex-mari. Les cassettes et enregistrements démontrant cette complicité furent également produites en justice lors du procès. Å l'issue du procès, Young fut condamné pour meurtre au premier degré et association de malfaiteurs en vue de commettre un crime. Il fut condamné à deux peines de réclusion à perpétuité.
À la suite de son extradition vers l'Arizona afin d'y être jugée, Pamela Phillips fut détenue à la prison de Pima County. En décembre 2011, elle a d'abord été jugée irresponsable pénalement en raison de troubles mentaux. En octobre 2012, elle a finalement été jugée pénalement responsable à la suite d'un traitement reçu en prison. 
Le procès de Pamela Phillips a commencé en 2014 et dura sept semaines. L'accusation se fonda sur des preuves similaires à celles qui avaient permis d'inculper Young. Elle fut condamnée de meurtre au premier degré et d'instigation de meurtre. Comme Young, elle fut également condamnée à la prison à vie sans possibilité de faire appel.

## Dans les médias
Le meurtre de Gary Triano a fait l'objet de plusieurs programmes télévisés, comme Dateline NBC, Dateline on ID, 48 Hours, Snapped, et American Greed.
En janvier 2012, l'affaire est relatée dans un roman policier écrit par Kerie Droban.